# Prästeståndets ledamöter vid urtima riksdagen 1815
Vid urtima riksdagen 1815 ingick följande ledamöter i prästeståndet. Biskoparna och pastor primarius i Stockholm var självskrivna medan övriga utsågs för respektive stift. Prästerskapet i Stockholms stad utsåg egna företrädare.
Stiften förtecknas i den ordning de anges i prästeståndets protokoll.

## Uppsala ärkestift
- Ärkebiskop Jacob Axelsson Lindblom
- Adolf Elfsberg
- Olof Forssell
- Brynolf Hesselgren
- Sven Caspersson Wijkman
- Johan Åström

## Linköpings stift
- Biskop Carl von Rosenstein
- Pehr Arenander
- Jacob Ek
- Claes Magnus Livin
- Matthias Stenhammar
- Anders Wikblad

## Skara stift
- Biskop Thure Weidman (frånvarande)
- Mathias Hasselrot
- Carl Johan Knös
- Adolf Roos
- Carl Thyselius

## Strängnäs stift
- Biskop Johan Adam Tingstadius
- Mattias Falk (intog sin plats 6/3 1815)[2]
- Hans Graffman
- Nils Grandelius
- Albrekt Julius Segerstedt

## Västerås stift
- Biskop Gustaf Murray
- Jonas Reinhold Fellenius
- Johan Petter Fröberg
- Olof Kristian Leffler
- Nils Erik Netzel
- Jacob Michael Svedelius

## Växjö stift
- Biskop Ludvig Mörner
- Carl Magnus Agrell
- Sven Johan Almqvist
- Jonas Aspelin

## Lunds stift
- Biskop Wilhelm Faxe
- Nils Hallström
- Lars Anders Palm
- Carl Sonnberg Rönbeck
- Christian Wåhlin

## Göteborgs stift
- Biskop Johan Wingård (frånvarande)
- Anders Peter Aurelius
- Johan Ulric Blomdahl
- Christen Linderot

## Kalmar stift
- Biskop Magnus Stagnelius (frånvarande)
- Olof Ekerot
- Bengt Magnus Lindvall (på grund av sjukdom aldrig närvarande: entledigades 13/4 1815)[3]
  - Anders Fornander (intog sin plats 13/4 1815)[4]

## Karlstads stift
- Biskop Olof Bjurbäck (intog sin plats 20/3 1815)[5]
- Peter Ekelund
- Per Kölmark

## Härnösands stift
- Biskop Erik Abraham Almquist
- Daniel Backman
- Abraham Renström
- Nils Ström

## Visby stift
- Biskop Carl Johan Eberstein
- Olof Johansson Fåhræus (intog sin plats 29/3 1815)[6]
- Gustaf Lutteman (intog sin plats 29/3 1815)[7]

## Stockholms stad
- Pastor primarius Per Samuel Drysén
- Carl Christian Lilljenwalldh
- Carl Fredrik Ortman
- Johan Olof Wallin